# Kabel eins
Kabel eins è un'emittente televisiva privata tedesca del gruppo ProSiebenSat.1 Media.

## Storia
Ha iniziato le trasmissioni il 29 febbraio 1987 alle 10:15.

## Ascolti
| 1995  | 1996  | 1997  | 1998  | 1999  | 2000  | 2001  | 2002  | 2003  | 2004  | 2005  | 2006  | 2007  | 2008  | 2009  | 2010  | 2011 |
| ----- | ----- | ----- | ----- | ----- | ----- | ----- | ----- | ----- | ----- | ----- | ----- | ----- | ----- | ----- | ----- | ---- |
| 3,5 % | 4,1 % | 4,8 % | 4,7 % | 5,3 % | 5,4 % | 5,2 % | 5,0 % | 4,9 % | 5,2 % | 5,5 % | 5,4 % | 5,6 % | 5,5 % | 6,1 % | 6,2 % | 6,1% |

## Ricezione
Questo canale è disponibile sulla televisione digitale terrestre e sulla televisione via cavo in Germania, Austria e Svizzera, e sulla televisione satellitare in free to air in tutta Europa.

## Programmazione
La programmazione di questo canale è basata su film e show televisivi.